# Lesbisch-schwules Stadtfest Berlin
Das Lesbisch-schwule Stadtfest (auch Motzstraßenfest genannt) ist ein jährlich stattfindendes schwul-lesbisches Straßenfest um den Nollendorfplatz im Berliner Ortsteil Schöneberg.

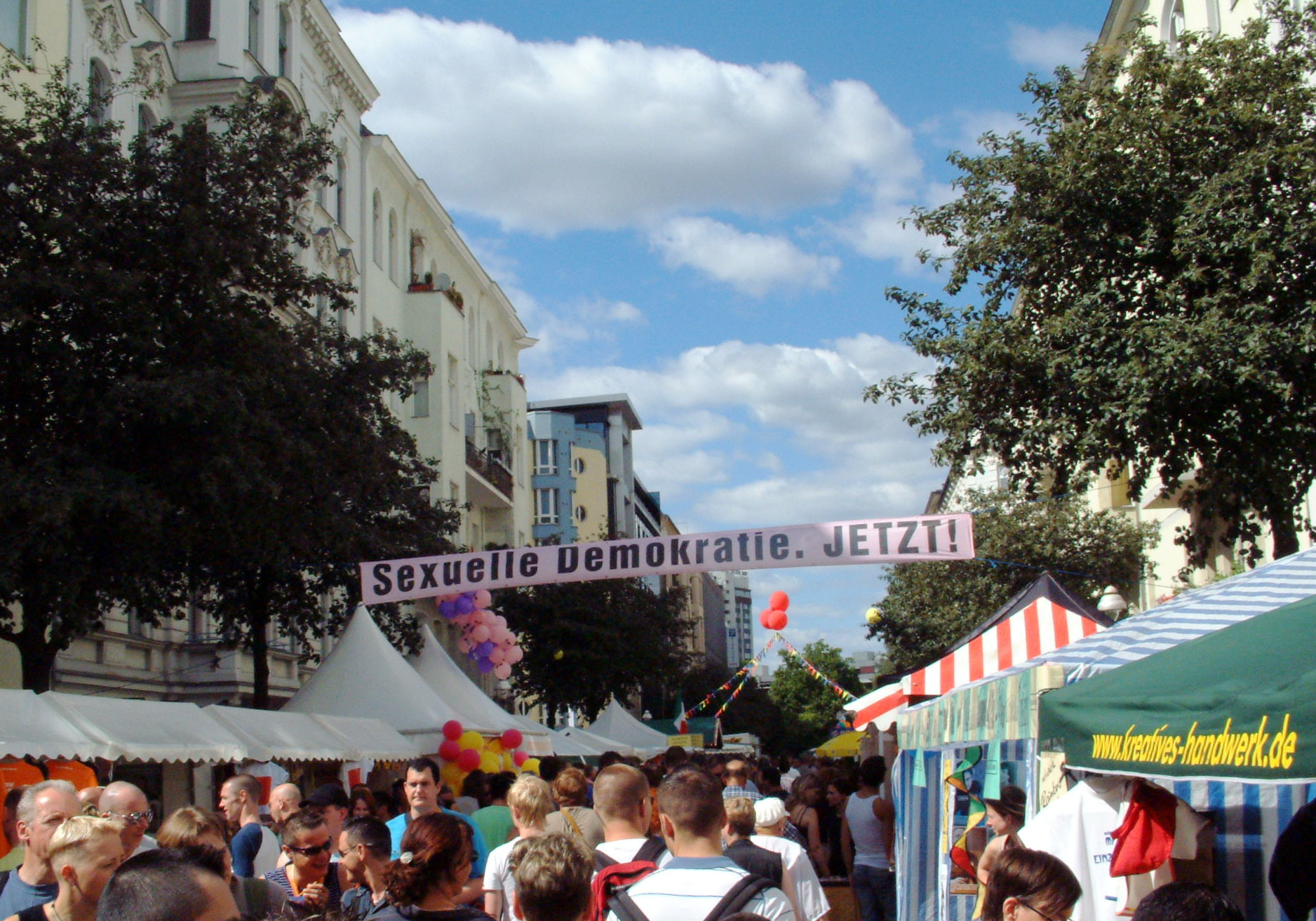
Motzstraßenfest 2006 in der Kalckreuthstraße

Veranstaltet wird das Lesbisch-schwule Stadtfest vom Berliner Regenbogenfonds e. V. Es findet seit 1993 jährlich im Sommer – immer am Wochenende vor dem Berliner CSD – statt und erstreckt sich über die Motzstraße, Eisenacher Straße, Fuggerstraße und die Kalckreuthstraße. Mit 420.000 Besuchern (Stand: 2007) ist es heute das größte homosexuelle Straßenfest in Europa.
Die Schirmherrschaft des Festes wurde in den vergangenen Jahren vom damaligen Regierenden Bürgermeister Klaus Wowereit und der ehemaligen Bezirksbürgermeisterin von Schöneberg Elisabeth Ziemer übernommen. Vorherige Schirmfrauen waren Andrea Fischer und Renate Künast. Am Donnerstag vor dem Stadtfest wird jährlich die Regenbogenfahne vor dem Rathaus Schöneberg gehisst.

## Programm
Seit 2004 ist das Fest in sechs „Stadtfestwelten“ eingeteilt, die sich den Themen Radio, Sport, Reise, Film, Politik und AIDS widmen und von entsprechenden Vereinen und Organisationen mit Veranstaltungen und Informationsständen präsentiert werden.
Auf mehreren Bühnen werden unterschiedliche Programme und Musikrichtungen geboten. Zu den bekannten wiederkehrenden Programmpunkten zählen der sonntägliche Auftritt von DJ WestBam und Gerhard Hoffmanns Talkshow Das wilde Sofa, bei der in den vergangenen Jahren Politiker und Prominente wie Klaus Wowereit, Gregor Gysi, Volker Beck, Renate Künast, Christian Ströbele, Claudia Roth, Jürgen Trittin, Brigitte Zypries, Cem Özdemir, Klaus Lederer, Dirk Bach, Andrea Fischer, Peter Kurth, Georg Uecker und Luci van Org teilnahmen. Traditionell beschließen seit vielen Jahren „Die Kusinen“ das Fest am Sonntag auf der Hauptbühne live mit Kultschlagern der 1970er Jahre.

## Geschichte
Der Regenbogenfonds e. V. hat seinen Ursprung in der Gründung der KAB (Konzertierte Aktion lesbisch-schwuler Wirtschaft in Berlin) im Jahr 1992 – einem Zusammenschluss von zunächst sechs schwulen Berliner Wirten. Dieser Kreis wuchs in den folgenden Jahren auf bis zu 30 Wirte an. Die Gründung der KAB wiederum ist ein Ergebnis der Arbeit des Schwulen Überfalltelefons Maneo von Mann-O-Meter, dem schwulen Switchboard Berlins. Anlass boten anhaltende Übergriffe auf Schwule. Mit gemeinsamen Aktionen sollte der Gewalt mehr Selbstbewusstsein und Entschlossenheit entgegengesetzt werden.
Im Jahr 1992 entwickelten der Projektleiter des Schwulen Überfalltelefons, Bastian Finke, und der erste Ansprechpartner der Berliner Polizei für gleichgeschlechtliche Lebensweisen, Heinz Uth, vertrauensbildende Gespräche im Schöneberger Kiez zwischen schwulen Wirten und Polizei. Mit dem Ziel, mehr Selbstbewusstsein und Engagement gegen homophobe Gewalt im historischen Kiez am Nollendorfplatz zu bekunden, fand im Sommer 1993 das erste Lesbisch-schwule Stadtfest unter dem Motto „Gemeinsam sicher leben“ in der Motzstraße statt. Das Stadtfest geht auf eine Idee von Bastian Finke zurück, der es von 1993 bis 1998 unter dem Dach von Mann-O-Meter organisierte und leitete. 1998 ging die Leitung und Organisation in die Hände ortsansässiger Wirte über. Das Stadtfest leitet mit stetig wachsendem Erfolg die Christopher-Street-Woche in Berlin ein.

## Rainbow Award
Ein Höhepunkt des Stadtfestes ist die Verleihung des Rainbow Awards an Personen und Organisationen, die sich besonders für homosexuelle Anliegen eingesetzt haben. Er wird vom Regenbogenfonds e. V. vergeben.
Bisherige Preisträger sind:
- 1996 – Elisabeth Ziemer (Politikerin)
- 1997 – Martin Dannecker (Sexualwissenschaftler)
- 1999 – Heinz Uth (Kriminalhauptkommissar a. D.)
- 2000 – Anne Klein (Senatorin a. D., Rechtsanwältin und Notarin)
- 2001 – Volker Beck (Bundestagsabgeordneter)
- 2002 – Rosa von Praunheim (Filmemacher)
- 2003 – Lesben-Film-Festival Berlin
- 2004 – Buchladen Eisenherz
- 2005 – LSVD Berlin-Brandenburg
- 2006 – Wieland Speck (Programmleiter der Sektion PANORAMA der Berlinale)
- 2007 – Erling Lae (Bürgermeister von Oslo) und Klaus Wowereit (Regierender Bürgermeister von Berlin)
- 2008 – Thomas Birk (Sprecher für Lesben- und Schwulenpolitik der Berliner Abgeordnetenhausfraktion von Bündnis 90/Die Grünen)
- 2009 – Lesbenberatung e. V., Berlin
- 2010 – Dirk Siegfried (Rechtsanwalt und Notar)
- 2011 – Tomasz Bączkowski (polnischer Bürgerrechtler)
- 2012 – Barbara Höll (lesben- und schwulenpolitische Sprecherin der Linksfraktion im Deutschen Bundestag)
- 2013 – Manny de Guerre und Gulya Sultanova (Organisatorinnen des Internationalen Filmfestivals Side by Side, St. Petersburg)
- 2014 – Enough is enough! Open your Mouth![4]
- 2015 – Organisationsteam der Schnürsenkelhelden[5]
- 2016 – Seyran Ateş (Rechtsanwältin, Autorin und Frauenrechtlerin)
- 2017 – Christine Lüders (Leiterin der Antidiskriminierungsstelle des Bundes)
- 2018 – Mahide Lein
- 2019 – »ALL INCLUDED« - Jugend Museum
- 2020 – Angelika Schöttler, stellvertretende Bezirksbürgermeisterin Tempelhof-Schöneberg
- 2022 – L-SUPPORT e. V.
- 2023 – #BIKEYGEES e.V. Radfahrtraining für Frauen* aus aller Welt